# Minimo-massimo
Nell'ambito della gestione delle scorte, il modello a minimo-massimo si colloca tra quelli che si basano solamente sulla situazione delle giacenze a magazzino, senza tener conto cioè dei previsti fabbisogni. È un sistema "a limite", a quantità fisse in tempi variabili. In questo modello l'ordinazione scatta ogni qualvolta il valore della giacenza più quello degli ordini emessi e non ancora ricevuti scende al di sotto di un certo valore prestabilito, che costituisce il "limite" per l'ordinazione. La quantità che viene ordinata è fissa e dovrebbe essere calcolata in maniera da minimizzare il costo totale risultante dalla somma del costo di emissione degli ordini e degli oneri derivanti dall'immobilizzo del capitale. La quantità così calcolata viene chiamata "lotto economico" (EOQ - Economical Order Quantity). In realtà però i parametri di cui tener conto sono più numerosi, come descritto più avanti.

## Composizione
La scorta si divide in due parti logiche:
- la scorta normale, il cui scopo è quello di alimentare l'utilizzatore nel periodo intercorrente tra due rifornimenti, nel caso in cui tutto si svolga come preventivato;
- la scorta di sicurezza (o scorta "minima"), costituita da una quantità addizionale di prodotto, che serve a cautelarsi contro possibili ritardi di rifornimento o aumenti inusuali di richiesta, ed assicurare così il rifornimento dei reparti produttivi ed evitare arresti di produzione per mancanza di materiali anche in presenza di eventi imprevisti, anomalie saltuarie, o turbative di entità non troppo rilevante.

## Campo di utilizzo
Il modello è generalmente adatto a materiali che siano: 

- standard
- di basso costo
- con brevi tempi di consegna
- di facile reperibilità
- con un tipo di consumo abbastanza costante ed in quantità elevate

quali ad esempio i materiali di consumo, elettrodi, bulloneria corrente, ecc.

## Funzionamento del modello
L'ordine di acquisto viene emesso quando il livello della giacenza più quello degli ordini emessi e non ancora ricevuti scende al di sotto di un valore limite, detto "punto di riordino".
La quantità di materiale che viene ordinata volta per volta è detta quantità di riordino”, o “lotto d'acquisto”, ed è un valore fisso.
Il punto di riordino e la quantità di riordino sono quindi i parametri di governo del modello.
Il diagramma sottostante, che porta in ascissa il tempo ed in ordinata la quantità giacente a magazzino, indica graficamente il funzionamento del modello.
La linea continua rappresenta l'andamento della giacenza in presenza di un consumo costante nel tempo.
La linea tratteggiata indica invece il valore della giacenza più gli ordini emessi e la cui merce non è stata ancora ricevuta.  L'ordinazione avviene quando la somma di tali valori scende sotto il punto di riordino. Nel controllo si fa riferimento infatti a questo valore somma, e non alla pura giacenza, per evitare di riordinare inutilmente in un successivo controllo solamente perché l'ultimo ordine emesso non è stato ancora ricevuto, e quindi la giacenza è ancora inferiore al livello limite.
Come detto in premessa, va tenuto presente che questo modello opera a livello puntuale: risponde cioè unicamente "SI" o "NO" alla domanda "Adesso devo riordinare ?", e lo fa in base alla disponibilità attualizzata (giacenza + ordini in corso) ed ordinando una quantità fissa, a differenza della pianificazione a fabbisogno (MRP), che risponde alla domanda "Quando e quanto dovrò (o avrei dovuto) riordinare ?".
Il tempo di rifornimento è il periodo intercorrente tra il momento in cui ci si accorge di dover ripristinare la scorta ed il momento in cui tale ripristino avviene.  Detto intervallo deve tener conto: 

- del tempo necessario all'espletamento delle procedure burocratiche di ordinazione e di quello di inoltro dell'ordine al fornitore
- del tempo di consegna richiesto dal fornitore, compreso il tempo di trasporto (resa franco destino)
- di un margine di sicurezza per piccoli ritardi di consegna
- del tempo di ricezione e controllo a magazzino, per rendere il materiale disponibile alla produzione

L'entità della scorta minima, della quantità d'acquisto e della conseguente scorta massima, e del consumo medio devono essere definiti tenendo conto: 

- del costo di emissione dell'ordine e della liquidazione delle conseguenti fatture
- degli oneri passivi sul capitale immobilizzato
- del costo del magazzinaggio e della capienza fisica dei magazzini
- degli sconti del fornitore e dei risparmi o aggravi sul costo del trasporto legati alla quantità approvvigionata
- di eventuali minimi e multipli di ordinazione richiesti dai fornitori
- dell'intervallo di tempo intercorrente tra una verifica del livello di giacenza e l'altro, se il controllo non è continuo
- del costo derivante dal mancato utilizzo del materiale in caso di improvvisa interruzione del consumo
- della possibilità di ricorrere a procedure d'emergenza in caso di mancanza di materiale (acquisti urgenti su piazza di piccole quantità a costi magari superiori, sostituzione con materiali similari, ecc.)
- dell'entità del danno provocabile alla produzione in caso di mancata disponibilità del materiale
- dell'andamento storico dei prelievi e della loro variabilità
- di eventuali prevedibili variazioni nel consumo
- dell'affidabilità del fornitore per quanto riguarda i tempi di consegna
- dell'eventuale deperibilità del bene

## Affinamento dei parametri
L'andamento delle scorte va monitorato nel tempo e vanno conseguentemente tarati il punto e la quantità di riordino. Gli strumenti tipici di controllo sono l'indice di giacenza, 
che segnala quanti mesi di consumo medio si riesce a soddisfare con la giacenza presente o il suo reciproco indice di rotazione, che esprime quante volte in un anno la scorta si rinnova completamente; l'andamento dei prelievi, il numero di volte che si è avuta rottura di stock, la regolarità delle consegne, il livello di servizio percepito dall'utilizzatore, eccetera.